# Discothyrea leae
Discothyrea leae é uma espécie de formiga do gênero Discothyrea, pertencente à subfamília Proceratiinae.